# ميك وادزورث
ميك وادزورث (بالإنجليزية: Mick Wadsworth)‏ (3 نوفمبر 1950 في المملكة المتحدة - ) هو مدرب كرة قدم ولاعب كرة قدم بريطاني في مركز الهجوم. لعب مع سكونثورب يونايتد.

## وصلات خارجية
- ميك وادزورث على موقع قاعدة بيانات كرة القدم.إي يو (الإنجليزية)
- ميك وادزورث على موقع Soccerbase.com (مدرب) (الإنجليزية)